# کلودیو یاکوب
کلودیو یاکوب (انگلیسی: Claudio Yacob؛ زادهٔ ۱۸ ژوئیهٔ ۱۹۸۷) بازیکن فوتبال اهل آرژانتین است.
از باشگاه‌هایی که در آن بازی کرده‌است می‌توان به باشگاه فوتبال وست برومویچ آلبیون و باشگاه فوتبال راسینگ کلوب آویاندا اشاره کرد.
وی همچنین در تیم‌های ملی فوتبال زیر ۲۰ سال آرژانتین و آرژانتین بازی کرده‌است.